# リテイク 時をかける想い
『リテイク 時をかける想い』（リテイク ときをかけるおもい）は、2016年12月3日から2017年1月28日まで毎週土曜日23時40分 - 翌0時35分に東海テレビの制作により、フジテレビ系にて「オトナの土ドラ」枠で放送された日本のテレビドラマである。

## キャスト
新谷真治 (あらたに しんじ)
演 - 筒井道隆
法務省戸籍監理課課長。
那須野薫 (なすの かおる)
演 - 成海璃子
法務省戸籍監理課職員。
柳井研二 (やない けんじ)
演 - 敦士
警視庁刑事｡新谷の元妻の弟。
大西史子 (おおにし あやこ)
演 - おのののか
法務大臣政務官秘書。
国東修三 (くにさき しゅうぞう)
演 - 木下ほうか
法務大臣政務官｡
パウエルまさ子
演 - 浅野温子
法務省戸籍監理課パート職員、国東の大学の同級生。

### ゲスト
第1話
- 京塚大輔 - 丸山智己
- 京塚佐和子 - 角島美緒
- 出水海斗 - 若山耀人
- 坪井信彦 - 笠原秀幸（第2話、第6話・第7話）
- ニュースキャスター - 恒川英里（東海テレビアナウンサー）

第2話
- オバケ漆畑 - マギー
- 漆畑彬 - タモト清嵐

第3話
- 白川エイト - 小林豊（BOYS AND MEN）
- 橘マリエ - 森田涼花
- 望月ミナ - 外岡えりか
- 野々村ミヤコ - 国生さゆり
- 謎の女 - 伊藤かずえ
- ホワイトラバーズ - さくらシンデレラ

第4話
- 生嶋美咲 - 村川絵梨
- 生嶋アキト - 五十嵐陽向
- 白いスーパーヒーロー - 石黒英雄

第5話
- 立野義弘 - 鈴木浩介
- 立野彩乃 - 横田美紀
- 柳井紗栄子 - 西丸優子
- 白づくめの女 - 芳本美代子

第6話
- 北見野絵 - 小島藤子
- オバケの青年、圭介 - 葉山奨之

最終話
- 牟田義弘 - 浅野和之
- 川島教授 - 白石タダシ

## スタッフ
- 脚本 - 橋本博行、ペヤンヌマキ、長田育恵、秋山竜平、本田隆朗
- 音楽 - 末廣健一郎、BrianShore
- 演出 - 植田尚、小野浩司
- 制作著作 - MMJ
- 制作 - 東海テレビ

## 放送日程
| 各話   | 放送日   | サブタイトル                              | 脚本              | 演出     |
| 2016年 | 2016年   | 2016年                                    | 2016年            | 2016年   |
| ------ | -------- | ----------------------------------------- | ----------------- | -------- |
| 第1話  | 12月03日 | タイムトラベラーを確保せよ!!              | 橋本博行          | 植田尚   |
| 第2話  | 12月10日 | 未来人に余命宣告!? 最期に見た夢とは       | 秋山竜平          | 小野浩司 |
| 第3話  | 12月17日 | 101人の未来人!?                           | ベヤンヌマキ      | 植田尚   |
| 第4話  | 12月24日 | 命の恩人の殺意 未来人が聖夜に軌跡を起こす | 長田育恵          | 植田尚   |
| 2017年 |          |                                           |                   |          |
| 第5話  | 01月07日 | 未来人は結婚式がお好き                    | 本田隆朗          | 小野浩司 |
| 第6話  | 01月14日 | 母と同じ歳の息子                          | 千駄木宗介 植田尚 | 植田尚   |
| 第7話  | 01月21日 | 愛すべき男を襲う悲劇                      | 秋山竜平          | 小野浩司 |
| 最終話 | 1月28日  | 彼女がタイムトラベルした理由              | 植田尚            | 植田尚   |

- 第2話は、『土曜プレミアム』放送のため10分繰り下げ、23時50分 - 翌0時45分に放送された。
- 2016年12月31日は年末年始特別編成のため休止

## スポンサーとのコラボレーション
同作品は日本HPとのコラボレーションによるインフォマーシャルを1月7日の放送から展開している。これはおのが演じる大西史子をブローアップしたもので、連続したストーリー仕立てになっている。